# Żdanówek
Żdanówek – wieś w Polsce położona w województwie lubelskim, w powiecie zamojskim, w gminie Zamość. Północno-zachodnią granicę wsi wyznacza rzeka Topornica.
| SIMC    | Nazwa            | Rodzaj    |
| ------- | ---------------- | --------- |
| 0906976 | Kolonia Żdanówek | część wsi |

W latach 1975–1998 miejscowość administracyjnie należała do województwa zamojskiego.
Wieś jest sołectwem w gminie Zamość. Według Narodowego Spisu Powszechnego z roku 2011 wieś liczyła 431 mieszkańców.
Wierni Kościoła rzymskokatolickiego należą do parafii św. Stanisława w Żdanowie.

## Historia
Wieś powstała na gruntach wsi Żdanów w I połowie XIX wieku pomiędzy rokiem 1827 (wówczas nie występuje jeszcze w spisie) a 1837 (uwidoczniona została w planie posiadłości ordynackich). Wieś nie wymieniona w spisie Zinberga, a także w Słowniku geograficznym Królestwa Polskiego.

Pomimo oficjalnego utworzenia odrębnej miejscowości, w dalszym ciągu traktowana była jako część Żdanowa. W dalszych latach nazwa Żdanówek zanika aż do początków XX stulecia – do spisu powszechnego z 1921 r., opisany wówczas jako wieś i folwark Zdanówek w gminie Mokre posiadał wówczas 46 domów i 341 mieszkańców w tym 3 Rusinów. Ostateczne wyodrębnienie się wsi z miejscowości rodzimej Żdanowa nastąpiło dopiero na mocy reformy administracyjnej to jest po 2-08-1919 roku.